# ミス・ワールド1957
ミス・ワールド1957（第7回ミス・ワールド決勝）は、1957年10月14日、ロンドンのLyceum Ballroom（現・リセウム・シアター）で開催された。23人の出場者のなかからマリタ・リンダール（フィンランド）が優勝、ミス・ワールド1956のペトラ・シュルマンによって戴冠された。
日本からは依藤宗子が出場、第5位入賞を果たした。前年の戸倉緑子に続いて2年連続の入賞である。

## 結果
| 最終結果           | 出場者                                                      |
| ------------------ | ----------------------------------------------------------- |

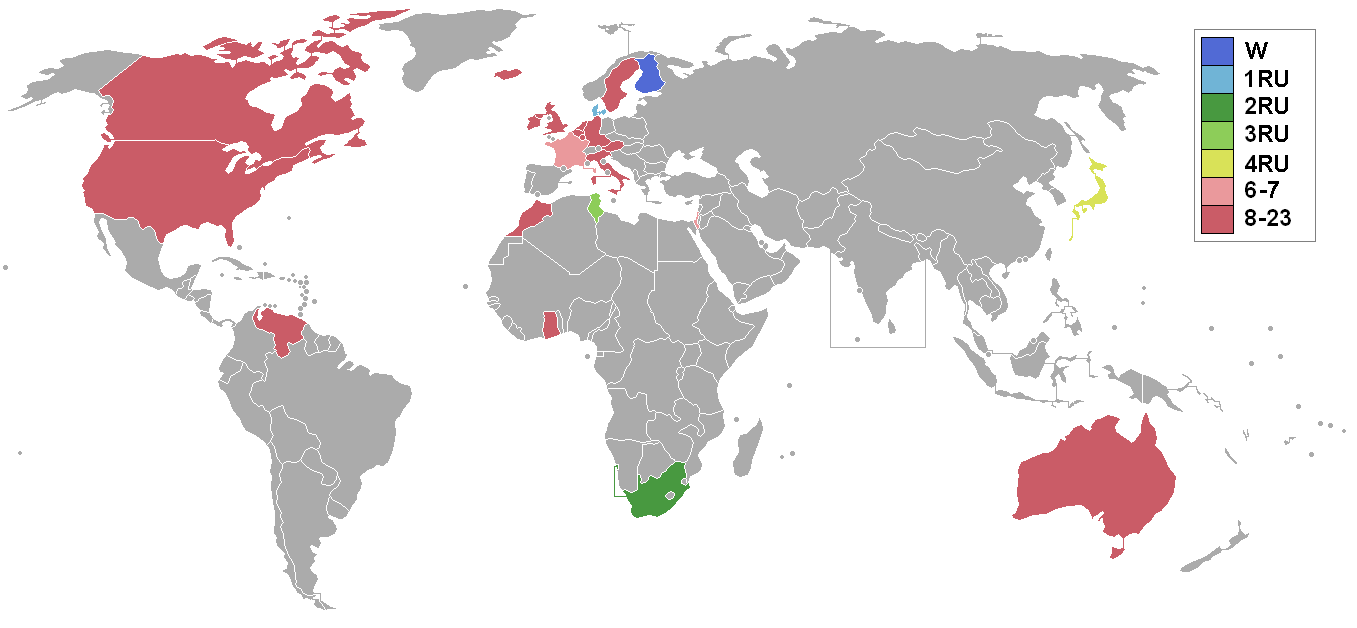
ミス・ワールド1957の参加状況

| ミス・ワールド1957 | - フィンランド – マリタ・リンダール †                       |
| 1st Runner-up      | - デンマーク – Lilian Juul Madsen                           |
| 2nd Runner-up      | - 南アフリカ連邦 – Adele June Kruger                        |
| 3rd Runner-up      | - チュニジア – Jacqueline Tapia                             |
| 4th Runner-up      | - 日本 – 依藤宗子                                           |
| Top 7              | - フランス – Claude Inès Navarro - イスラエル – Sara Elimor |

## 出場者
- オーストラリア - June Finlayson
- オーストリア - Lilly Fischer
- ベルギー - Jeanine Chandelle
- カナダ - Judith Eleanor Welch
- デンマーク - Lilian Juul Madsen
- フィンランド - マリタ・リンダール †
- フランス - Claude Inès Navarro
- 西ドイツ - Annemarie Karsten
- イギリス - Leila Williams
- ギリシャ - Nana Gasparatou
- オランダ - Christina van Zijp
- アイスランド - Rúna Brynjólfdóttir
- アイルランド - Nessa Welsh
- イスラエル - Sara Elimor
- イタリア - Anna Gorassini
- 日本 - 依藤宗子[3]
- ルクセンブルク - Josee Jaminet
- モロッコ - Danielle Muller
- 南アフリカ連邦 - Adele June Kruger
- スウェーデン - Elenore Edin
- チュニジア - Jacqueline Tapia
- アメリカ - シャーロット・シェフィールド †[4]
- ベネズエラ - Consuelo Nouel †

### デビュー
- カナダ
- ルクセンブルク

### 再参加
- オーストラリア（前回参加はミス・ワールド1955）

### 撤退
- エジプト – 英軍のスエズ運河侵攻に抗議
- ニュージーランド
- スイス
- トルコ